# Zotalemimon ciliata
Zotalemimon ciliata är en skalbaggsart som först beskrevs av J. Linsley Gressitt 1942.  Zotalemimon ciliata ingår i släktet Zotalemimon och familjen långhorningar. Inga underarter finns listade i Catalogue of Life.